# Zacco
Gli Zacco furono una famiglia aristocratica padovana, ascritta al patriziato veneziano e annoverata fra le cosiddette Case fatte per soldo.

## Storia
Gli Zacco furono un'illustre famiglia originaria di Padova, ove figurano nel novero della nobiltà locale fin dall'anno 1080, furono insigniti del Titolo di Conti del S.R.I.
Giunta in Padova col fiorire del Comune forse da Monselice fu rivale della politica di Ezzelino III da Romano. Alcuni esponenti ricoprirono il ruolo di Podestà di Vicenza su finire del XIII secolo. Avevano case nella contrà di Santa Sofia. La famiglia si spezzò in due rami nel corso del Quattrocento: uno si installò presso il Prà della Valle, mentre un ramo continuò ad abitare presso Santa Sofia. Nacquero diatribe sull'uso delle arche sepolcrali di famiglia, contese dai due rami.
Nel 1653 furono aggregati al patriziato veneziano per benemerenze verso la Repubblica; circa cinquant'anni dopo, il 14 novembre 1700, un apposito diploma di Leopoldo I d'Asburgo investì Pietro Zacco e tutti i suoi discendenti (senza distinzione tra maschi e femmine) del titolo di conte del Sacro Romano Impero e degli Stati ereditari austriaci, come riconoscimento dei servigi che ben otto membri di questo casato avevano prestato nell'esercito imperiale durante le lotte contro i Turchi.
Dopo l'avvento degli austriaci in Veneto, il 1º dicembre 1817, con Sovrana Risoluzione, gli Zacco ricevettero il riconoscimento della propria nobiltà da parte delle nuove autorità; il 15 agosto 1819, invece, furono confermati conti dell'Impero d'Austria.

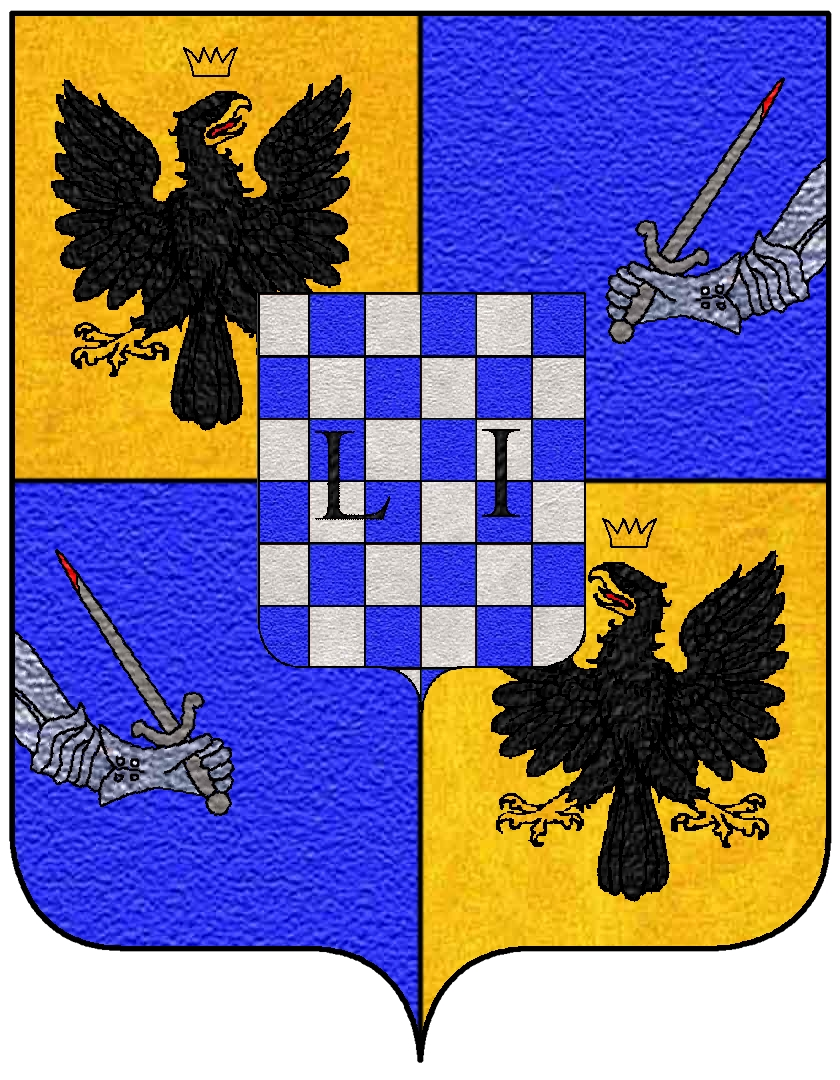
Stemma Zacco trasmesso agli eredi Gasperini

Da ultimo, la stirpe in linea diretta maschile si è estinta con la morte dell’ultimo erede, il Conte Lorenzo Zacco, avvenuta in Milano il 6 dicembre 1942. Il titolo nobiliare ed il blasonesi sono trasmessi ai discendenti della sorella del padre di Lorenzo, Gisella Zacco, andata in sposa il 21 aprile 1879 a Giovanni Gasperini. Figlio della coppia fu il senatore e magistrato Gino Gasperini che non si fregiò pubblicamente della discendenza da parte di madre.

## Membri illustri
- Pietro Zacco, esimio Pittore in Padova nel XIV secolo della scuola di Giotto.
- Bartolomeo Zacco, Poeta e letterato del sec. XIV.
- Lorenzo Zacco, Oratore ed Ambasciatore nel sec. XV
- Augusto Antonio Zacco (Padova, 10 novembre 1662 – Treviso, 18 febbraio 1739), Arcivescovo di Corfù e di Treviso .
- Antonio Zacco (1654 - 1723), Generale della Repubblica di Venezia.
- Costantino Zacco  (1750), amico del Pindemonte, dotto in studi di economia e finanza, membro del Consiglio dei Quaranta "Quarantia", amava lettere ed arti.

## Luoghi e architetture
- Palazzo Zacco a Cannaregio, Venezia;
- Palazzo Zacco al Prà, Padova;
- Palazzo Zacco di Santa Sofia, Padova;
- Palazzo Zacco, a Ragusa.